# China Camp State Park

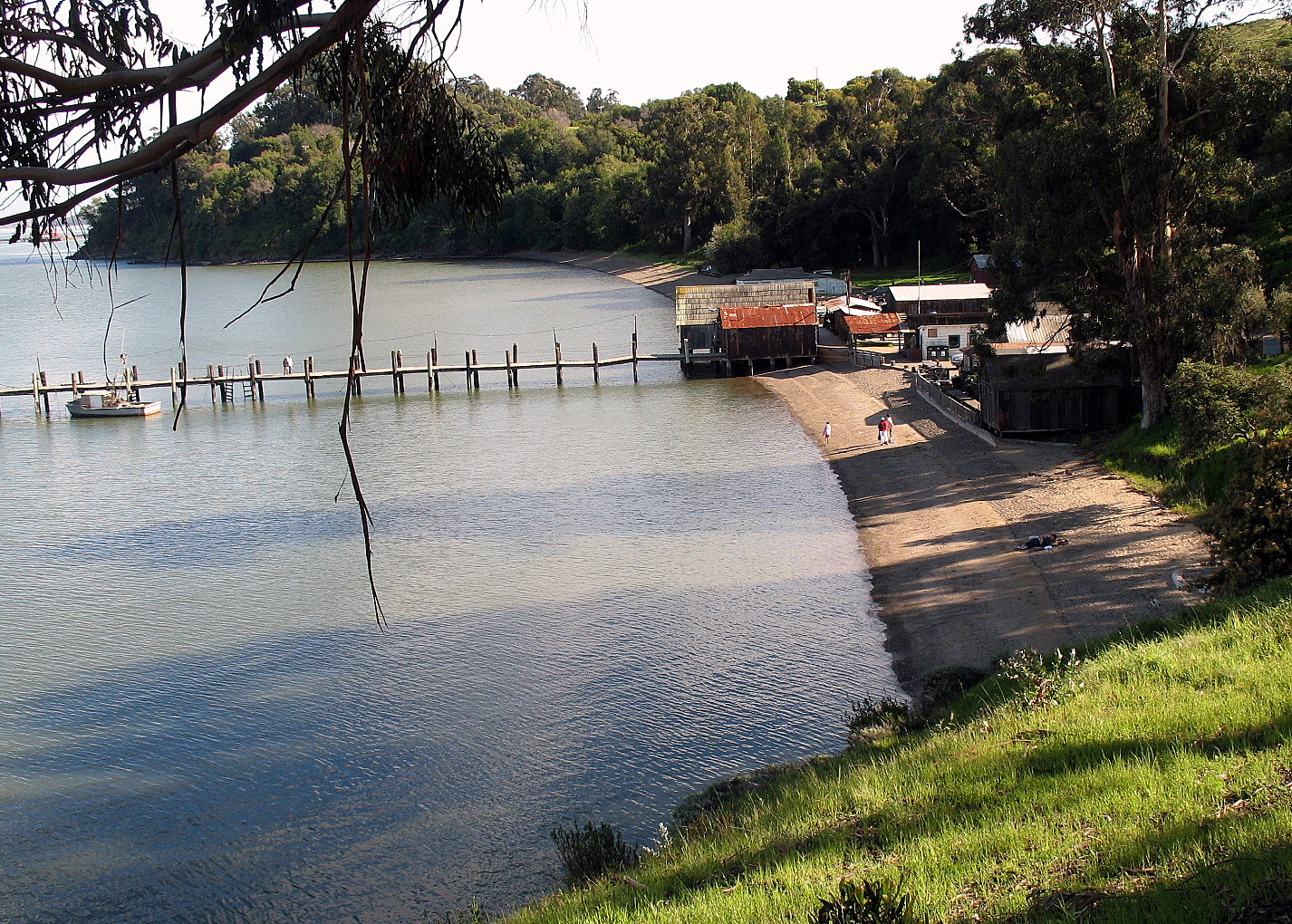
China Camp

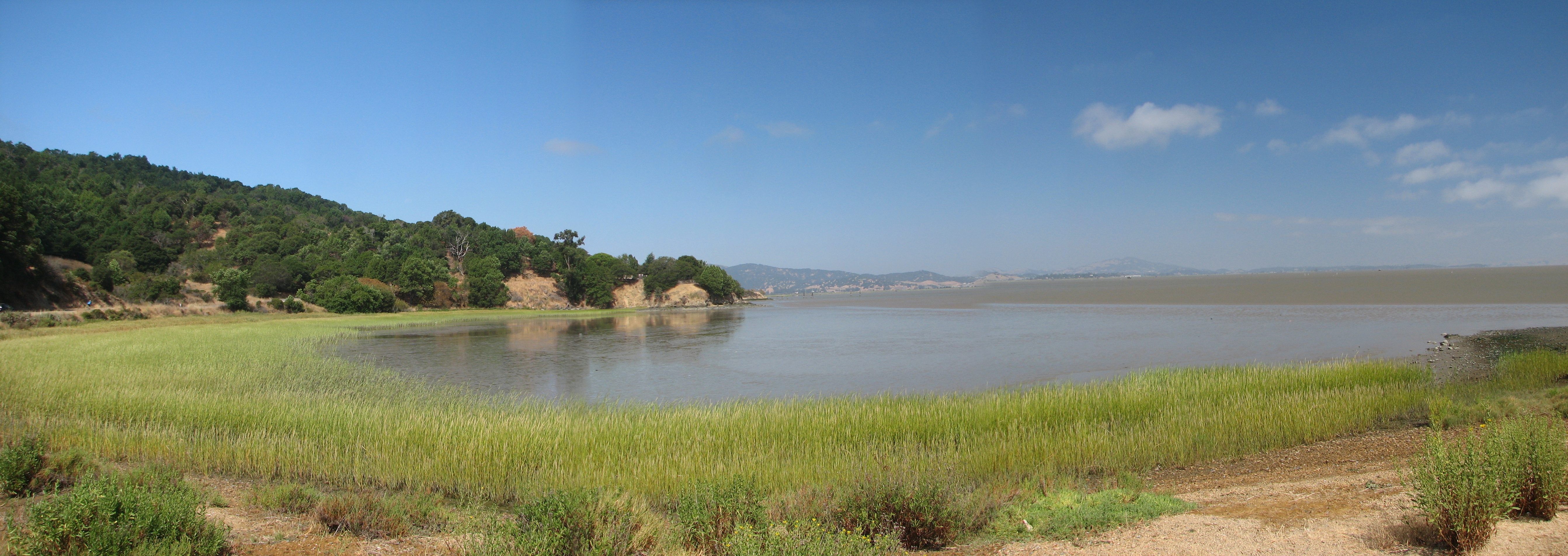
San Pablo Bay gezien vanuit het China Camp State Park

Het China Camp State Park is een staatspark van de Amerikaanse staat Californië, meer bepaald in Marin County. Het is 613 hectare groot en werd in 1976 opgericht. China Camp staat op het National Register of Historic Places en is herkend als California Historical Landmark.

## Bezienswaardigheden
Het park omvat een historisch dorp van Chinees-Amerikaanse garnaalvissers in Marin County, op een schiereiland langs de San Pablo Bay ten noordoosten van San Rafael. Op het hoogtepunt, in de jaren 1880, woonden er bijna 500 mensen in het dorp, voornamelijk uit Kanton. Er waren drie kruidenierszaken, een winkel in visgerief en een kapperszaak. Tegenwoordig is er een museum in China Camp Village over de geschiedenis van het dorp en zijn inwoners.
De weg door het park biedt mooie uitzichten over de waterkant. In het China Camp State Park zijn bovendien grote intergetijde zoutmoerassen, meadows en eikenbossen. Er leven reeën, eekhoorns, coyote, vossen, vleermuizen en verschillende vogelsoorten. Rallus longirostris obsoletus, een ral, en de strandoogstmuis zijn twee bedreigde diersoorten die in de moerassen van China Camp voorkomen.
Het park is een populaire bestemming voor wandelaars, joggers en mountainbikers.